# Ordinary language philosophy

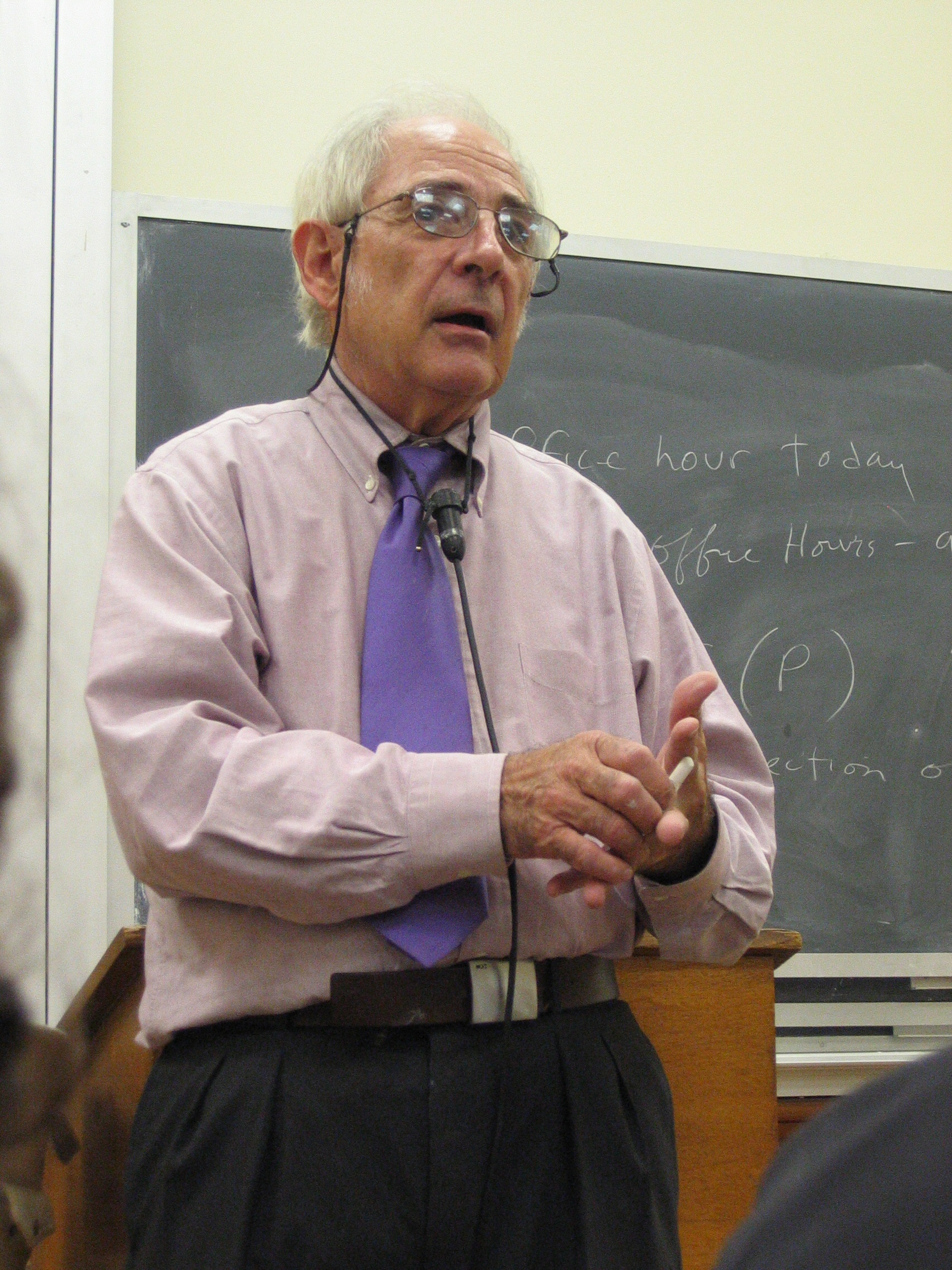
John Searle, een hedendaagse vertegenwoordiger van de ordinary language philosophy.

Ordinary language philosophy (ook linguïstische filosofie genoemd) is een filosofische school in de hedendaagse filosofie die klassieke filosofische problemen als het resultaat ziet van het verkeerd gebruik van de taal door filosofen omdat ze geen oog hebben voor het alledaags gebruik van deze woorden. Ordinary language philosophy was een dominante filosofische school van 1930 tot 1970 in de analytische filosofie en blijft vandaag de dag nog invloedrijk, zeker in de taalfilosofie.
Het kenmerk bij uitstek van deze benaderingswijze is dat traditionele filosofische theorieën worden gemeden en men in de plaats daarvan een gedetailleerd onderzoek naar het alledaags gebruik van de "gewone" taal uitvoert. Soms wordt het ook wel "Oxford-filosofie" genoemd, vanwege het feit dat het vooral professoren van universiteit van Oxford waren die deze stroming vertegenwoordigden. Filosofen die met deze stroming worden geassocieerd zijn J.L. Austin, Anthony Flew, Paul Grice, Richard Hare, H.L.A. Hart, G.E. Moore, David Pears, Anthony Quinton, Gilbert Ryle, P.F. Strawson en John Wisdom. De latere Ludwig Wittgenstein wordt beschouwd als de voornaamste ordinary language filosoof buiten Oxford. Tweede generatie ordinary language filosofen zijn Stanley Cavell en John Searle.
De naam van deze stroming komt voort uit het contrast dat zij wilde aanbrengen met de eerdere visies op de rol van taal bij het oplossen van filosofische problemen. In de analytische filosofie, met filosofen als Bertrand Russell, maar ook bij het logisch positivisme was de idee gangbaar dat men een ideale taal moest ontwikkelen om de filosofische problemen op te lossen. Deze positie wordt soms dan ook wel de ideal language philosophy genoemd. Filosofen als Ryle en Austin stelden daarentegen dat de gewone taal goed genoeg was en dat filosofische problemen voortkwamen uit verkeerd en vervreemd gebruik van alledaagse concepten.

## Geschiedenis
De vroege analytische filosofen hadden een eerder neerbuigende kijk op de alledaagse taal. Bertrand Russell was geneigd te stellen dat taal niet echt belangrijk was in de filosofie en zeker het alledaagse taalgebruik enkel voor verwarring bij metafysische en epistemologische problemen zorgde. Gottlob Frege, de Wiener Kreis (vooral de vroege Rudolf Carnap) en W.V.O. Quine probeerden allemaal de taal te verbeteren, voornamelijk door gebruik te maken van de moderne logica. Veel van deze filosofen gingen ervan uit dat er achter de alledaagse taal een soort ideale logische structuur verscholen lag, die door de filosoof moest ontdekt worden. Ook de vroege Wittgenstein in zijn Tractatus Logico-Philosophicus (1922) was het min of meer eens met Russell dat taal geherformuleerd moest worden om zo alle dubbelzinnigheden uit te bannen. Dit met als doel dat de taal adequaat de wereld zou representeren en zo ook de filosofische problemen zou oplossen.
De latere Wittgenstein stelde daarentegen dat de filosofie "de woorden van hun metafysische, weer [moet] terugbrengen naar hun alledaags gebruik." De radicale verandering van zijn filosofie bestond er vooral in dat er niets fout is met de alledaagse taal zoals ze vandaag de dag is, en dat vele traditionele problemen slechts illusies waren, voortkomend uit verkeerd begrip van deze taal. Dit zorgde voor een radicale breuk bij Wittgenstein met de vroege analytische filosofie en ook zijn eigen vroegere werk, zoals de Tractatus. Daarentegen richtte hij zich nu op een nauwgezet onderzoek van het alledaags taalgebruik waardoor volgens Wittgenstein de traditionele problemen eerder zouden "verdwijnen" dan een oplossing vinden. Bij andere filosofen kwam deze verschuiving er vooral doordat klassieke onderdelen van het project van de "ideale taal" onjuist bleken te zijn. Zo kwam het logicisme, de stelling dat de wiskunde moest gefundeerd worden in de logica, definitief ten val door de onvolledigheidsstellingen van Gödel.
Sommige auteurs, waaronder A. C. Grayling stellen dat, ondanks dat het werk van Wittgenstein een mogelijke rol zou gespeeld hebben in de filosofische interesse voor taal in de jaren vijftig, noch Gilbert Ryle noch andere vertegenwoordigers van de ordinary language philosophy zoals John Austin (en volgens Grayling ook G.E. Moore, C. D. Broad en A. J. Ayer) Wittgensteinianen waren. Grayling stelt daarentegen dat "most of them were largely unaffected by Wittgenstein’s later ideas, and some were actively hostile to them."
Bij het ontstaan van ordinary language philosophy werd deze nieuwe stijl zowel gezien als een uitbreiding en als een alternatief voor de analytische filosofie. Vandaag de dag wordt het echter gezien als een stadium van de analytische filosofie zelf, namelijk de opvolger van het logisch positivisme en de common sense filosofie van G.E. Moore. Ordinary language philosophy bloeide vooral in het Oxford van de jaren veertig, door Austin en Ryle, en had een sterke verspreiding tot het in de jaren zestig en zeventig snel in populariteit inboekte. Het is vooral Wittgenstein die vandaag nog als belangrijk filosoof overeind blijft. Doch de aandacht voor taal, zoals door linguïstische filosofen werd benadrukt, is een belangrijke techniek geworden in de hedendaagse analytische filosofie en op deze wijze is de invloed van de ordinary language philosophy nog voelbaar vandaag de dag.

## Centrale ideeën
Wittgenstein stelde dat de betekenis van woorden voortkomt uit hun alledaags gebruik en dat filosofen dus in problemen komen doordat zij woorden vanuit een abstract perspectief benaderen. Het is dus fout woorden proberen te begrijpen buiten hun context. Op deze wijze nadert de ordinary language philosophy het standpunt van het contextualisme, maar ook dat van het semantisch holisme. Verder betoogde de linguïstische filosofie dat er niet zozeer abstracte concepten bestaan en dat ze eigenlijk geïnterpreteerd moeten worden als regels van linguïstisch taalgedrag binnen een bepaalde context (taalspel). Algemene uitspraken of ultieme definities zijn niet mogelijk. Een term heeft volgens deze filosofie een potentieel oneindige reeks van mogelijke gebruiken in verschillende taalspelen. Taal heeft daarnaast ook niet in de eerste plaats de functie om de werkelijkheid af te beelden, maar taal bevindt zich als een deel in de wereld en is iets wat we doen.
Een voorbeeld: wat is werkelijkheid? Filosofen benaderen dit concept traditioneel door te stellen dat het zekere eigenschappen moet hebben. Klassieke filosofische debatten gingen dan ook over welke eigenschappen de werkelijkheid heeft (of welke concepten de waarheid van de werkelijkheid goed uitbeelden). Linguïstische filosofen kijken daarentegen naar hoe we het woord "werkelijkheid" in ons dagelijks taalgebruik gebruiken. Zo zullen sommige mensen zeggen dat "het lijkt misschien dat X het geval is, maar in werkelijkheid is Y het geval." Met deze uitdrukking wil men niet zeggen dat er een soort van speciale dimensie is waar Y geldt, hoewel X in onze dimensie zou gelden. Wat het werkelijk wil zeggen is dat "X juist lijkt, maar dat was maar schijn. Wat echt het geval is, is Y." De betekenis van "in werkelijkheid" is dus gelijkend op woorden als "hoewel". Uitspraken als "in werkelijkheid is het ..." hebben dus als functie de luisteraar zijn verwachten bij te sturen. Daarnaast als we spreken over iets als een "werkelijk of echt pistool" maken we geen metafysische claims over de aard van de werkelijkheid; we contrasteren louter dit pistool met een speelgoedpistool of een ingebeeld pistool.
De controverse begint pas wanneer linguïstische filosofen deze techniek toepassen op vragen als "wat is waarheid?" of "wat is bewustzijn?". Zo kunnen we volgens deze school niet stellen dat waarheid een "ding" is (op dezelfde wijze dat een tafel of stoel een ding is). Nogmaals, we moeten kijken hoe woorden als 'waarheid' en 'bewustzijn' in ons dagelijkse gesprekken worden gebruik. Zo kunnen we ontdekken, na enig onderzoek, dat er niet zoiets is als een unieke entiteit waar het woord waarheid mee correspondeert. Daarnaast zullen filosofen als Ludwig Wittgenstein en Gilbert Ryle ook sterke kritiek uiten op de opvatting van bewustzijn of het 'ik' als een aparte substantie (het dualisme van René Descartes). Hun alternatieve visies worden beschouwd als een vorm van filosofisch behaviorisme: mentale uitspraken over het innerlijke (zoals "ik heb pijn") kunnen worden gereduceerd tot uitspraken over het (talig) gedrag van de persoon.
Op deze wijze kunnen linguïstische filosofen gezien worden als anti-essentialisten: een term heeft geen vaste eenduidige essentie waarvan men een definitie kan geven. Dit standpunt is zeker niet onbetwist. Doch dit anti-essentialisme en de bijhorende linguistische filosofie komen ook sterk terug in hedendaagse varianten van feminisme, marxisme, poststructuralisme en andere hedendaagse sociale filosofieën, voornamelijk in de continentale filosofie. De essentialistische opvatting van waarheid als een ding associeert men met typische vormen van dominantie, waarbij ook een ontkenning van een alternatieve waarheid gezien wordt als een ontkenning van een alternatieve vorm van leven.

## Vertegenwoordigers

### Ludwig Wittgenstein

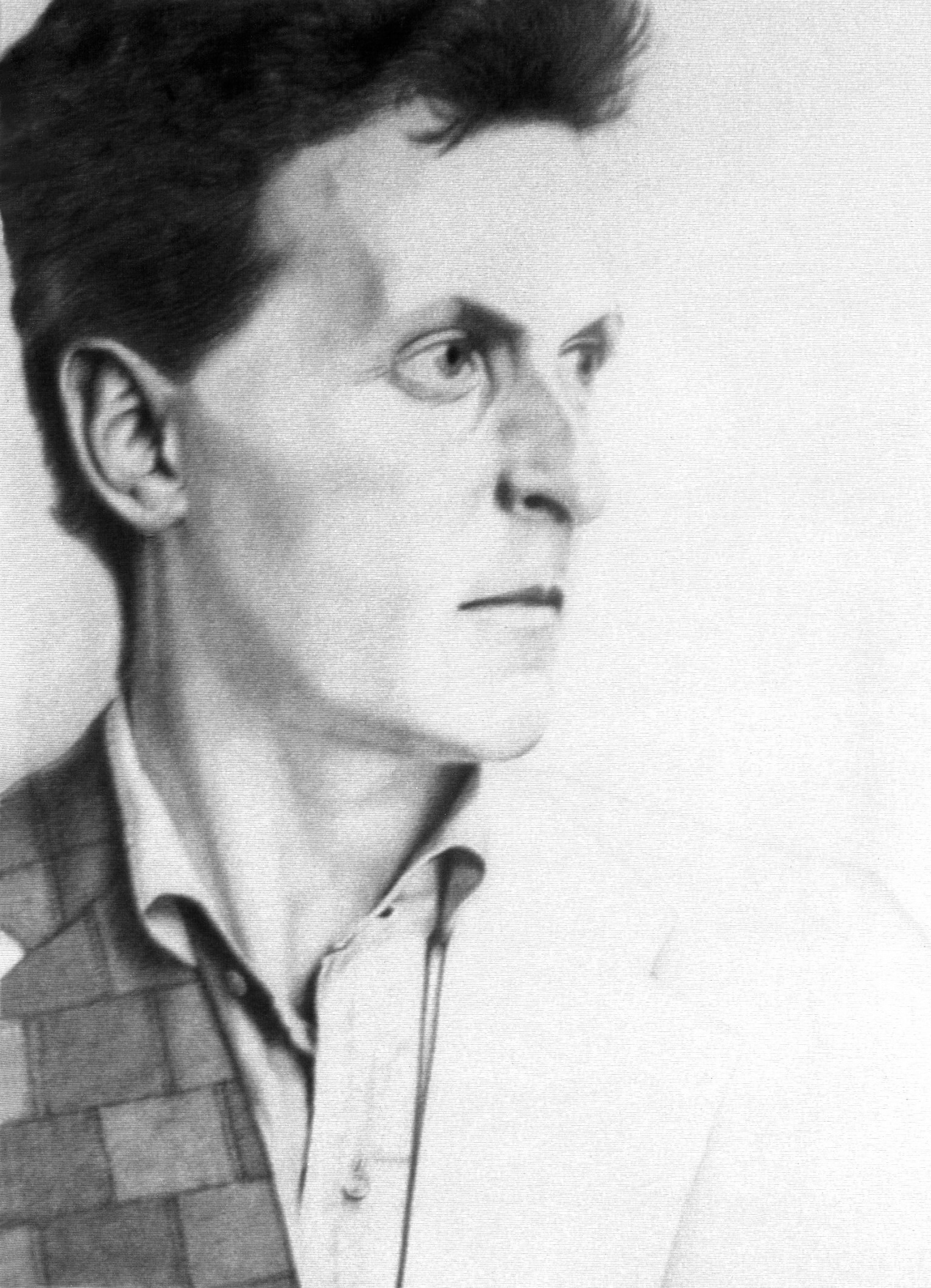
De filosoof Ludwig Wittgenstein wordt algemeen beschouwd als een centraal figuur in de ordinary language philosophy.

De filosoof Ludwig Wittgenstein beweert in Filosofische onderzoekingen dat vele problemen kunnen herleid worden tot problemen van de taal, die voortkomen uit verkeerde opvattingen over de aard van de taal. Hij vat de taal niet meer zoals in zijn vroegere werk op als een één-op-één verhouding met de logica, maar vat het daarnaast net op als iets complex. Hij verwerpt de idee dat termen in een taal een soort van vaste essentie of ultieme definitie bezitten, want dat doet volgens Wittgenstein onrecht aan de grote variëteit van dingen die we doen met de taal. Het is niet zo dat er een soort van vaste substantie achter elke stoel zit, die ervoor zorgt dat het een stoel is. Daarentegen zal hij spreken van bepaalde taalspelen waarbinnen de betekenissen van termen worden bepaald. Hoewel er voor elke stoel specifieke kenmerken zijn vast te stellen, zijn niet alle kenmerken toepasbaar op alle stoelen in alle situaties. De term 'stoel' kan iets geheel anders betekenen in bijvoorbeeld de context van een meubelwinkel, dan in die van in een restaurant. Wittgenstein zal in dit geval in zijn Filosofische onderzoekingen spreken van "familiegelijkenissen" (family resemblance). Een bekend voorbeeld dat Wittgenstein zelf bespreekt is dat van de term 'spel':
"Kijk bijvoorbeeld eens naar de activiteiten die we 'spelen' noemen. Ik bedoel bordspelen, kaartspelen, balspelen en Olympische Spelen, enzovoort. Wat hebben deze allemaal gemeenschappelijk? - Zeg niet: 'Ze moeten iets gemeen hebben, anders zouden ze geen 'spelen' heten' - maar kijk, of ze allemaal iets gemeen hebben. Want als je ze bekijkt zul je weliswaar niet iets zien dat ze allemaal gemeen hebben, maar je zult gelijkenissen, verwantschappen zien en wel een hele reeks. Zoals gezegd: denk niet, maar kijk! [...] Ik kan deze gelijkenissen niet beter karakteriseren dan met het woord 'familiegelijkenissen'; want zo overlappen en kruisen de verschillende gelijkenissen tussen de leden van een familie elkaar: bouw, gelaatstrekken, kleur van de ogen, manier van lopen, temperament, etc., etc. - En ik zal zeggen: de 'spelen' vormen een familie."

### Gilbert Ryle
De filosoof Gilbert Ryle ging nog verder dan Wittgenstein in het toepassen van deze conceptuele analyse. In Systematically Misleading Expressions (1932) betoogt Ryle dat deze ordinary language benadering in staat is om het menselijk denken te verhelderen, voornamelijk door het elimineren van onnodige linguïstische elementen. Problemen ontstaan volgens Ryle vooral bij bepaalde taalstructuren, zoals generalisaties. Ryle wilde deze vervangen door minder misleidende alternatieven. De taak van de filosofie zag Ryle dan ook in het uittekenen en uitklaren van de logische kaart van onze conceptuele schema's.
In The Concept of Mind (1949) onderwerpt Ryle mentale concepten aan een nauwgezet onderzoek. Het doel in dit werk was dan ook de absurditeiten van het klassieke lichaam-geestprobleem aan te tonen. De taal laat ons het mentale van het fysische onderscheiden. Ryle merkte echter op dat we het innerlijke toch nog altijd beschrijven aan de hand van metaforen die eerder van toepassing lijken te zijn op het fysische. Men spreekt bijvoorbeeld over "een hoofdpijn die weggaat", "een scherpe pijn" of "mijn hoofd zit vol met kennis". Volgens Ryle toont dit aan dat de huidige benaderingswijze van de filosofie van de geest problematisch is. Deze foute benadering van het lichaam-geestprobleem leidt tot wat hij het dogma van "de geest in de machine" (the ghost in the machine) noemt, alsof er een kleine innerlijk persoon in ons hoofd zit die al onze acties leidt. Het gaat hier echter volgens Ryle om een categoriefout (category mistake):
"It is one big mistake and a mistake of a special kind. It is, namely, a category-mistake. It represents the facts of mental life as if they belonged to one logical type or category (or range of types or categories), when they actually belong to another. The dogma is therefore a philosopher's myth."
Deze categoriefout is voor Ryle analoog met iemand die wordt rondgeleid in een universiteit, en er de aula's, studenten, bibliotheken en kantoren te zien krijgt, en dan uiteindelijk nog vraagt waar de "universiteit" nu zelf is. De oplossing van het lichaam-geestprobleem ligt dus niet in de reductie van het mentale naar het fysische, maar men moet uitspraken over gevoelens, motieven en dergelijke daarentegen opvatten als uitdrukking van gedrag. Hijzelf stelt dus een andere benaderingswijze van het probleem voor, namelijk een vorm van het filosofisch behaviorisme, hoewel hij dit label zelf weigert.
Een verdere oorzaak van het klassiek dualisme in de filosofie van de geest ziet Ryle in de verkeerde veronderstelling dat om op een bepaalde manier te handelen de hele tijd feitenkennis of "weten dat" nodig is. Ryle stelt echter dat er naast "weten dat", ook "weten hoe" (knowing how) bestaat. Intelligent handelen is volgens Ryle dan ook geen kwestie van weten dat iets zo is, maar daarentegen van weten hoe je iets moet doen. Deze analyse toont volgens Ryle aan dat we bij het verklaren en beschrijven van gedrag geen nood hebben aan verwijzingen naar een intern mentaal leven.

### John Wisdom
De filosoof John Wisdom is een van de vroegste verdedigers van de ordinary language philosophy en staat, in tegenstelling tot vele andere die tot de "Oxford School" behoren, rechtstreeks onder invloed van Wittgenstein. In zijn werk verdedigt hij de thesis dat het inderdaad het geval is dat in vele klassieke filosofische debatten het slachtoffer zijn van verward taalgebruik. Een bekend voorbeeld is de door hem geformuleerde parabel van de onzichtbare tuinman die de onzinnigheid en onbeslisbaarheid van het theïst-atheïstdebat moet aantonen.
Wisdom valt echter voornamelijk op omdat hij sterke verbanden probeerde te leggen tussen deze linguïstische filosofie en de psychoanalyse van Sigmund Freud: net als in de psychoanalyse een neurose een onsuccesvol antwoord van een persoon op een inwendig probleem wordt geïnterpreteerd, zag Wisdom ook de drang naar de klassieke filosofische vragen als een symptoom van een diepere problematiek binnen het denken van de mens. De filosoof moet dan ook niet enkel de taalfouten blootleggen, soms zelfs geheel niet, maar vooral op zoek gaan naar de innerlijke en achterliggende motieven van diegene die dergelijke onzinnige uitspraken doen.

### John Austin
John Austin is een van de voornaamste vertegenwoordigers van de ordinary language philosophy en concreter van de Oxford School. Hij stelde dat men in het dagelijks taalgebruik al alle nuttige distincties voor het mensenleven kan terugvinden. De taak van de filosofie bestaat er dan ook uit deze grammaticale structuren van de taal te onderzoeken en te structureren. Een voorbeeld van een concept dat Austin behandelt is het concept van perceptie als zintuiglijke indrukken: Austin stelt dat het klassieke gevaar van scepticisme en de schrik voor illusies naar voren komt als een vals probleem eens men ziet dat men in het alledaagse taalgebruik geen zinvol onderscheid maakt tussen problematische en juiste perceptie. De analyse van hoe we met concepten als kennis omgaan in ons dagelijks taalgebruik toont volgens Austin dat we niet geven om een onbetwijfelbaar fundament; dat lijkt geen vereiste voorwaarde te zijn voor kennis.
In A Plea for Excuses (1956) merkt Austin op dat onze alledaagse taal over het menselijkheid handelen uitermate complex is. Austin focust zich hier op het onderscheid tussen enerzijds een verantwoording en anderzijds een excuus. Een verantwoording bestaat er volgens Austin uit dat het ontkent dat een bepaalde verrichte handeling fout was. Een excuus bestaat er daarentegen uit dat het ontkent dat de persoon in kwestie verantwoordelijk was voor het stellen van de daad. Excuses hebben dus het doel om morele verantwoordelijkheid te ontwijken door te stellen dat het hier om een geheel ander geval gaat dan de normale gevallen.
In zijn bekendste werk, How to Do Things with Words (1962) analyseert Austin verder bepaalde distincties in ons dagelijks taalgebruik. Hij bekritiseert hier de neiging van klassieke analytische filosofen, vooral in de trant van het logisch positivisme, om te denken dat er enkel een soort taalgebruik zou zijn, namelijk het descriptieve gebruik. Deze descriptieve uitingen zijn dan of juist of fout, afhankelijk van de overeenkomst met de wereld. Het logisch positivisme ging zelfs zo ver te stellen dat enkel uitspraken die oftewel tautologisch zijn dan wel empirisch verifieerbaar zijn, zinvol zijn. Austin verwerpt deze opvatting van taal als foutief. Hij stelt bijvoorbeeld vast dat bepaalde uitspraken zoals beloven, zweren of waarschuwen eigenlijk zelf al een actie bevatten. Als een persoon zegt "ik beloof dat ik morgen langs kom" zeg hij niet alleen iets, hij belooft ook iets. Hetzelfde bij de andere gevallen: door te zeggen dat hij iets zweert, zweert hij het ook; door te zeggen dat hij iemand waarschuwt, waarschuwt hij hem ook. Dit staat bekend als een illocutionaire handeling (Engels: illocutionary act), later ook wel een taalhandeling genoemd. Dit fenomeen is over het algemeen het geval bij performatieve werkwoorden. Over dit illocutionaire aspect kan men wel niet zeggen dat het waar of onwaar is, slechts dat het succesvol of onsuccesvol is: de persoon in kwestie kan de uitspraak bijvoorbeeld verkeerd begrijpen en de waarschuwing niet als waarschuwing zien. Austin stelt dat men uitspraken waarin zulke werkwoorden voorkomen dan ook moet verstaan als een uitdrukking van de intentie om zich op een bepaalde manier te gedragen.

### P.F. Strawson
Ook de filosoof P.F. Strawson heeft in zijn werk veel aandacht voor het alledaags taalgebruik. Hij stelt taal voorop aan logica, waarvan hij stelt dat ze een te grote nadruk legt op waarheid en geldigheid. Zo poogt hij weerstand te bieden tegen bepaalde populaire empirische en positivistische theorieën, zoals die bijvoorbeeld bij Bertrand Russell voorkomen.
Strawson zal ook het concept van "descriptieve metafysica" introduceren, dat tegenover de revisionistische metafysica staat. Descriptieve metafysica bestaat eruit dat men vertrekt vanuit de alledaagse taal en de taak van de filosofie ziet in het beschrijven van deze aanwezige structuren (van onder andere de taal), zonder ze daarbij (radicaal) te veranderen. Voorbeelden van descriptieve metafysica ziet hij in het werk van Aristoteles en Immanuel Kant. In zijn boek Individuals legt Strawson dit onderscheid als volgt uit:
 “Descriptive metaphysics is content to describe the actual structure of our thought about the world, revisionary metaphysics is concerned to produce a better structure.” 

### John Searle
De filosoof John Searle is een leerling van Austin en bouwde dan ook op zijn werk verder. Het is vooral zijn vroegere werk, voornamelijk het werk Speech Acts (1969), dat verder in gaat op het concept van een taalhandeling. In zijn werk wilde hij verscheidene filosofen verzoenen, waaronder Austin, Strawson en Wittgenstein.
In zijn latere werk Intentionality (1983) herziet Searle echter verscheidene punten van zijn eerdere werk. Illocutionaire handelingen worden hier gekarakteriseerd door het hebben van "voorwaarden van voldoening" (conditions of satisfaction) en een direction of fit (een concept van Elizabeth Anscombe). Zo zou er bijvoorbeeld aan "Jan koopt een fiets" voldaan worden als het waar is, en Jan dus effectief een fiets heeft gekocht. Daartegenover staat dan bijvoorbeeld het bevel "Jan, koop een fiets!" dat als voorwaarde van voldoening heeft dat Jan effectief deze handeling uitvoert. Searle onderscheidt beide gevallen doordat het eerste een "woord-naar-wereld" direction of fit heeft, omdat hier woorden moeten aangepast worden opdat ze adequaat de werkelijkheid zouden moeten voorstellen. Het tweede voorbeeld heeft dan een "wereld-naar-woord" direction of fit: de wereld moet hier aangepast worden om overeen te komen met de woorden (in ons voorbeeld, het bevel).

## Kritiek
Een bekende criticus van de ordinary language philosophy of linguïstische filosofie (zo noemt Gellner dit soort filosofie) was Ernest Gellner, voornamelijk in zijn boek Words and Things (1959). Een ander bekend criticus, Bertrand Russell, schreef het voorwoord voor dit boek. Russell vertelt het verhaal van hoe hij als kind de pendulum van een klok verwijderde opdat de klok sneller en beter zou gaan, ondanks dat men er dan niet meer de tijd mee kon aflezen. De linguïstische filosofie is voor Russell hetzelfde: "The linguistic philosophy, which cares only about language, and not about the world, is like the boy who preffered the clock without the pendulum because, although it no longer told the time, it went more easily than before and at a more exhilarating pace."
Gellner verweet de linguïstische filosofie in zijn boek er vooral van conservatief en relativistisch te zijn. Het relativisme is volgens Gellner een gevolg van het feit dat de linguïstische filosofie vertrekt van het idee dat een uitspraak enkel zin heeft binnen een taalspel en dat externe vragen over zo'n taalspel zinloos zijn. Een taalspel rechtvaardigt daarentegen zichzelf. Hierdoor zijn volgens Gellner echter alle taalspelen evenveel waard wat dus leidt tot een relativistisch standpunt. Het conservatisme is hier nauw mee verbonden: de taalspelen waaruit de linguïstische filosofie vertrekt komen vanuit ons dagelijks taalgebruik, de manier waarop we vandaag de dag dus over bepaalde zaken spreken. Hierdoor is verandering en innovatie echter uitgesloten: enkel de heersende taalspelen zijn goed en men kan ze niet veranderen.
Een andere kritiek op de ordinary language philosophy is dat zij een zeer beperkt wereldbeeld heeft, en dat zij zo wel misschien opgaat voor de zaken die ze bespreekt. Er zijn echter meer complexere zaken in het alledaagse leven waarover zij niet spreekt. Ze negeert en minimaliseert verder ook de sociale ongelijkheden en sociale problematiek en ontkent dat taalpraktijken en gewoonten veranderen door de geschiedenis heen.

## Voornaamste werken
- Austin, J.L. How to do things with Words, ed. J. O. Urmson and Marina Sbisa. Cambridge, MA: Harvard University Press, 1975.
- -----. "A Plea for Excuses". In Austin, Philosophical Papers, ed. J. O. Urmson & G. J. Warnock. Oxford: Oxford UP, 1961.
- -----. Sense and Sensibilia, ed. G. J. Warnock. Oxford, Oxford University Press, 1962.
- Hanfling, Oswald. Philosophy and Ordinary Language.
- Hart, H.L.A. "The Ascription of Responsibility and Rights", Proceedings of the Aristotelian Society, 1949.
- Ryle, Gilbert. The Concept of Mind. New York: Barnes and Noble, 1965.
- -----. Dilemmas.
- Strawson, P.F.. Individuals: An Essay in Descriptive Metaphysics. Garden City, NY: Doubleday, 1963.
- -----. "On Referring". Reprinted in Meaning and Reference, ed. A.W. Moore. Oxford, Oxford University Press: 1993.
- John Wisdom, Other Minds 1952.
- -----. Philosophy & PsychoAnalysis 1953.
- -----. Paradox and Discovery, 1965.
- Wittgenstein, Ludwig. Blue and Brown Books
- -----.Philosophical Investigations, trans. G.E.M. Anscombe. New York: Macmillan, 1953.